# 国立陽明交通大学
国立陽明交通大学（こくりつようめいこうつうだいがく、英語: National Yang Ming Chiao Tung University）は、台北市北投区立農街二段155号、新竹市東区大学路1001号に本部を置く台湾の国立大学。2021年創立、2021年大学設置。大学の略称は陽明交大、陽交大、NYCU。
陽明交大の前身は理工系名門交通大と医学系名門陽明大で、合併後、台湾に6校しか残っていない指定国立研究大学の一つとなった。

## キャンパス
- 陽明キャンパス - 陽明大学の代表的なキャンパスである。（台北市北投区立農街二段155号 ）
- 光復キャンパス - 交通大学の代表的なキャンパスである、新竹科学園区や国立清華大学に隣接する。（新竹市東区大学路1001号）
- 博愛キャンパス - 新竹旧市街区にある静かなキャンパスである。（新竹市東区博愛街）
- 北門キャンパス - 北門の隣、台北駅から徒歩7分、女子学生の比率が一番高いキャンパスである。（台北市中正区忠孝西路一段114号）
- 台南キャンパス - 台湾高速鉄道・高鉄台南駅の近く、駅から徒歩10分以内、南部科学園区（中国語版）の隣、OLED工学や半導体の研究を行っている（2009年から）
- 竹北キャンパス - 台湾高速鉄道・高鉄新竹駅の近く、駅から徒歩10分以内、総合R&Dと新創成領域研究を行っている

- 陽明キャンパス校牌
- 陽明キャンパス大門
- 北大門
- 飲水思源紀念碑
- 博愛キャンパス大門
- 北大門 (光復キャンパス)
- 南大門 (光復キャンパス)
- 客家文化学院 (竹北キャンパス)
- 医学館
- 医学二館
- 生医工程館
- 護理館
- 図書資訊暨研究大樓
- 牙医館
- 守仁樓
- 知行樓
- 伝統医学大樓
- 奇美樓
- 図書資訊暨研究大樓
- 守仁樓

## 歴史
2021年2月国立陽明大学に国立交通大学と統合し「国立陽明交通大学」となる。
| 年     | 月日   | 事跡             |
| ------ | ------ | ---------------- |
| 2021年 | 2月1日 | 国立陽明交通大学 |

## 組織
- 人文社会科学部
  - 外国語文学科
  - イングリッシュティーチングインスティテュート学科
- 工学部
  - 土木工学科
  - 機械工学科
  - 材料科学工学科
  - ナノテクノロジーマスタークラス
- 歯学部
  - 歯学科
- ライフサイエンス学部
  - 生命科学科
- バイオテクノロジー学部
  - バイオテクノロジー学科
- 生物医学工学部
  - 医療バイオテクノロジー学科
  - 放射線学科
  - 理学療法学科
  - 医用生体工学科
- オプトエレクトロニクス学部
- 客家文化研究所
  - 人文社会学科
  - コミュニケーション技術学科
- 科学法学部
- 理学部
  - 電子物理学科
  - 応用数学科
  - 応用化学科
- 電気工学部
  - 電子工学科
  - 電気工学科
  - 光電子工学科
- 情報学部
  - 情報工学科
- 経営学部
  - 経営科学科
  - 運輸・物流管理学科
- 医学部
  - 医学科
- 薬学部
- 看護学部
  - 看護学科

## スポーツ・サークル・伝統
梅竹賽（中国語）と呼ばれる対抗戦が国立清華大学との間で行われている。

## 姉妹校

### UST-台湾連合大学システム
- 国立清華大学（理学で知られる）
- 国立中央大学（天文学と地学で知られる）